# مارتا روبلس
مارتا روبلس (بالإسبانية: Marta Robles) هي مقدمة برامج إذاعية وكاتِبة ومقدمة تلفزيونية وصحفية ومخرجة إسبانية، ولدت في 30 يونيو 1963 في مدريد في إسبانيا.

## وصلات خارجية
- الموقع الرسمي
- مارتا روبلس على موقع IMDb (الإنجليزية)